# UCI ProTour 2010
L'UCI ProTour 2010 è la sesta edizione del circuito di ciclismo organizzato dalla Unione Ciclistica Internazionale. Come per l'edizione precedente, non ha una classifica propria, ma le sue corse sono incluse nel Calendario mondiale UCI 2010.
Le prove UCI ProTour sono 16 e sono una delle due classi che costituiscono il Calendario mondiale UCI. La seconda è composta dalle corse storiche.
L'UCI annunciò il 18 giugno 2009 che per l'edizione 2010 sono state inserite nel circuito due nuove gare in Canada, il 10 settembre a Montréal ed il 12 settembre a Québec. La Vuelta a Catalunya e la Gent-Wevelgem sono state spostate a marzo, mentre il Tour of California ha ufficialmente fatto richiesta di inserimento nel circuito ProTour per il 2011.

## Squadre
L'UCI ammise alla partecipazione al circuito diciassette squadre, di cui quindici possedevano già una licenza UCI. Le due nuove squadre furono le neonate Team RadioShack e Team Sky. La richiesta della Lampre-N.G.C., che aveva licenza ProTour nel 2009, fu inizialmente rifiutata, mentre la Bbox Bouygues Telecom passò tra gli Professional Continental Team.
- Belgio

Omega Pharma-Lotto
Quick Step
- Danimarca

Team Saxo Bank
- Francia

Française des Jeux
AG2R La Mondiale
- Germania

Team Milram
- Regno Unito

Sky Professional Cycling Team
- Italia

Liquigas-Doimo
Lampre-Farnese Vini
- Kazakistan

Astana Team
- Paesi Bassi

Rabobank
- Russia

Team Katusha
- Spagna

Caisse d'Epargne
Euskaltel-Euskadi
Footon-Servetto
- Stati Uniti

Team Columbia-HTC
Team RadioShack
Team Garmin-Slipstream

## Calendario
| Corsa | Data          | Gara                                   | Vincitore          | Squadra               |
| ----- | ------------- | -------------------------------------- | ------------------ | --------------------- |
| 1     | 14-24 gennaio | Tour Down Under (2010)                 | André Greipel      | Team HTC-Columbia     |
| 2     | 22-28 marzo   | Volta Ciclista a Catalunya (2010)      | Joaquim Rodríguez  | Team Katusha          |
| 3     | 28 marzo      | Gand-Wevelgem (2010)                   | Bernhard Eisel     | Team HTC-Columbia     |
| 4     | 4 aprile      | Giro delle Fiandre (2010)              | Fabian Cancellara  | Team Saxo Bank        |
| 5     | 5-10 aprile   | Vuelta al País Vasco (2010)            | Christopher Horner | Team RadioShack       |
| 6     | 18 aprile     | Amstel Gold Race (2010)                | Philippe Gilbert   | Omega Pharma-Lotto    |
| 7     | 27-2 maggio   | Tour de Romandie (2010)                | Simon Špilak       | Lampre-Farnese Vini   |
| 8     | 6-13 giugno   | Critérium du Dauphiné (2010)           | Janez Brajkovič    | Team RadioShack       |
| 9     | 12-20 giugno  | Tour de Suisse (2010)                  | Fränk Schleck      | Team Saxo Bank        |
| 10    | 31 luglio     | Clásica San Sebastián (2010)           | Luis León Sánchez  | Caisse d'Epargne      |
| 11    | 1º-7 agosto   | Tour de Pologne (2010)                 | Daniel Martin      | Garmin-Transitions    |
| 12    | 15 agosto     | Vattenfall Cyclassics (2010)           | Tyler Farrar       | Garmin-Transitions    |
| 13    | 22 agosto     | Grand Prix de Ouest-France (2010)      | Matthew Goss       | Team HTC-Columbia     |
| 14    | 17-24 agosto  | Eneco Tour (2010)                      | Tony Martin        | Team HTC-Columbia     |
| 15    | 10 settembre  | Grand Prix Cycliste de Québec (2010)   | Thomas Voeckler    | BBox Bouygues Telecom |
| 16    | 12 settembre  | Grand Prix Cycliste de Montréal (2010) | Robert Gesink      | Rabobank              |